# (2390) Nežárka
(2390) Nežárka (1980 PA1; 1942 RS; A904 RC) ist ein ungefähr 23 Kilometer großer Asteroid des mittleren Hauptgürtels, der am 14. August 1980 von der tschechischen (damals: Tschechoslowakei) Astronomin Zdeňka Vávrová am Kleť-Observatorium auf dem Kleť in der Nähe von Český Krumlov in der Tschechischen Republik (IAU-Code 046) entdeckt wurde.

## Benennung
(2390) Nežárka wurde nach der Nežárka, einem rechten Nebenfluss der Lainsitz in Tschechien, benannt. Sie mündet bei der Stadt Veselí nad Lužnicí, nach dem der Asteroid (2599) Veselí benannt ist, in die Lainsitz.